# Thale Rushfeldt Deila
Thale Rushfeldt Deila (Porsgrunn, 2000. január 15. –) olimpiai és Európa-bajnok norvég válogatott kézilabdázó, balátlövő, a dán Odense Håndbold játékosa.
Ikertestvére, Live Rushfeldt Deila szintén norvég válogatott kézilabdázó.

## Pályafutása

### Klubcsapatokban
Fiatalként a kézilabda mellett a labdarúgást is űzte. 2020-ban a Fredrikstad BK játékosaként 117 gólt lőtt a norvég élvonalban és beválasztották a bajnokság All-Star csapatába, mint legjobb balátlövő. 2021-ben igazolt a Molde HK csapatához, ahol a korábban nagy sikereket elért Tor Odvar Moen lett az edzője. 2022-ben elért 146 találatával a norvég első osztály góllövőlistájának hatodik helyén végzett és újra bekerült a szezon végén az All-Star csapatba. 2023-ban igazolt a Bajnokok Ligája-résztvevő dán Odense Håndbold csapatához.

### A válogatottban
2017-ben ezüstérmes lett az ifjúsági válogatottal az Európa-bajnokságon. 2021-ben négy mérkőzésen pályára lépett a norvég B-válogatottban. A felnőtt norvég csapatban 2022-ben szerepelt először, első világversenye a 2022-es Európa-bajnokság volt, amelyen aranyérmes lett. Tagja volt a 2023-ban világbajnoki ezüstérmes, majd a 2024-es párizsi olimpián győztes válogatottnak is.

## Sikerei, díjai
- Norvég Kupa döntős: 2021
- Olimpiai bajnok: 2024
- Világbajnokságon ezüstérmes: 2023
- Európa-bajnok: 2022

- Norvég bajnokság All-Star csapatának tagja: 2020,[2] 2022[4]